# Armadillidium pelionense
Armadillidium pelionense är en kräftdjursart som beskrevs av Hans Strouhal 1928. Armadillidium pelionense ingår i släktet Armadillidium och familjen klotgråsuggor. Inga underarter finns listade i Catalogue of Life.